# Floris Kortie
Floris Kortie (Amsterdam, 16 september 1986) is een Nederlands presentator en programmeur van klassieke muziek.

## Loopbaan
Kortie studeerde kunstgeschiedenis in Amsterdam en begon zijn loopbaan als voorzitter van Entrée, de jongerenvereniging van Vrienden van het Concertgebouw en het Koninklijk Concertgebouworkest.
Kortie werd bekend als sidekick, naast huispianist Mike Boddé, van presentator Paul Witteman in het programma Podium Witteman. Na het afscheid van Witteman in het voorjaar van 2022 is het programma in het najaar van 2022 voortgezet onder de naam Podium Klassiek. Kortie kreeg de presentatie in handen samen met Dieuwertje Blok, maar die verdween met ingang van het seizoen 2023-2024. Tegelijk werd Mike Boddé opgevolgd door Cor Bakker.
Voor de NTR presenteerde Kortie de muziekquiz Hart&Ziel en Podium on Tour.
Daarnaast is Kortie samensteller van klassieke muziekprogramma's bij Classic FM en Radio 4, en programmeur van Wonderfeel, een driedaags buitenprogramma dat het meest lijkt op Lowlands.
Verder neemt Kortie regelmatig interviews af voor het muziektijdschrift Preludium. Zo heeft hij onder anderen Spinvis, pianist Jean-Yves Thibaudet en muzikant Son Lux geïnterviewd.